# Medgyessy Jenő
Medgyessy Jenő (Géderlak [?], 1889. december 23. – Monaco, 1973. november 17.) négyszeres magyar bajnok labdarúgó, edző. Játékosként fedezetet játszott. Később edzőként Brazília és Argentína számos csapatánál dolgozott.

## Pályafutása

### Játékosként
1907 és 1919 között 80 mérkőzésen szerepelt az FTC-ben, amelyből 47 bajnoki, 23 nemzetközi és 10 hazai díjmérkőzés volt. Négyszeres magyar bajnok és egyszeres magyar kupa-győztes volt a csapattal.

### Edzőként
Brazíliában a Botafogo, a  Fluminense, az Atlético-MG, a Palestra Itália (azaz a mai Palmeiras) és a São Paulo edzője volt.
Argentínában a San Lorenzo, a Racing Club és a River Plate csapatainál dolgozott.

## Sikerei, díjai
- Magyar bajnokság
  - bajnok: 1909–10, 1910–11, 1911–12, 1912–13
  - 2.: 1907–08, 1913–14, 1917–18, 1918–19
- Magyar kupa
  - győztes: 1913